# Ngromo
Ngromo is een bestuurslaag in het regentschap Pacitan van de provincie Oost-Java, Indonesië. Ngromo telt 4131 inwoners (volkstelling 2010).